# Giustina Renier Michiel
Giustina Renier Michiel (Venezia, 15 ottobre 1755 – Venezia, 6 aprile 1832) è stata una scrittrice italiana, amante delle arti e delle scienze, animatrice di un noto salotto letterario.

## Biografia
(I. Teotochi Albrizzi, Ritratto di Giustina Renier Michiel)

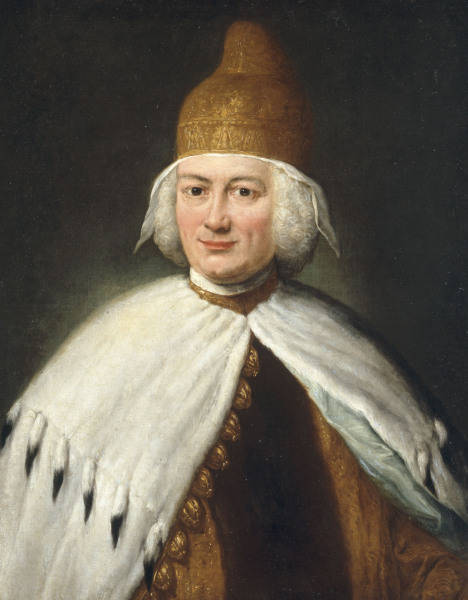
Il doge Paolo Renier, nonno di Giustina, ritratto da Longhi

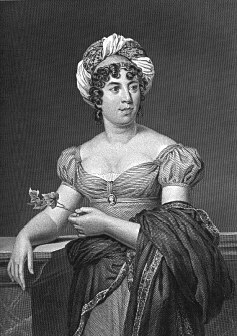
Madame de Staël scrittrice

Figlia di Andrea Renier e Cecilia Manin, appartenne a una importante famiglia del patriziato veneziano (gli ultimi due dogi, Paolo Renier e Ludovico Manin erano, rispettivamente, il nonno paterno e lo zio materno di Giustina).
Studiò presso le Cappuccine di Treviso, quindi presso una dama francese. Seguì corsi di fisica, botanica, chimica presso lo Studio padovano. Conobbe le lingue francese e inglese.

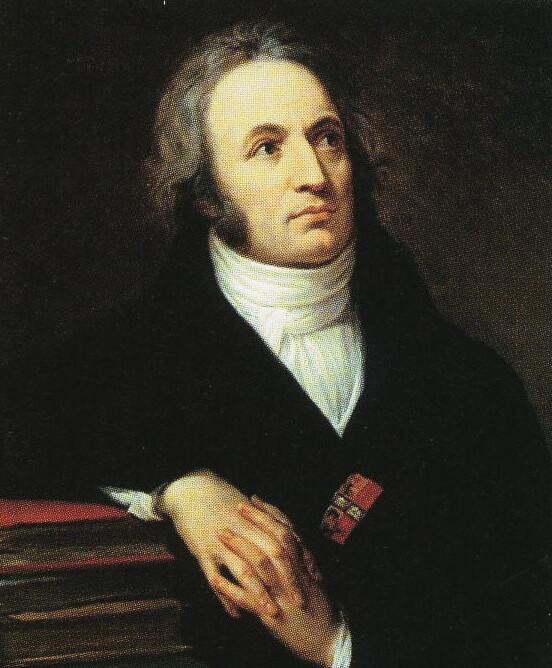
Vincenzo Monti, ritratto dall'Appiani

Dal matrimonio con Marcantonio Michiel, celebrato nel 1775, nacquero tre figlie: Elena (1776-1828), la quale sposerà il nobile Alvise Bernardo ma non avrà figli, Chiara (1777-1787) e Cecilia (1778-?) che sposerà il nobile bresciano Lodovico Matinengo dal Barco ed avrà tre figli, Leopardo, Maddalena e Giustina.
Approfittando dell'alta carica di ambasciatore a Roma rivestita dal padre di Giustina, la coppia si trasferisce per un anno a Palazzo Venezia. La dama ha dunque modo di frequentare la società romana; in particolare l'incontro con Vincenzo Monti segna l'inizio dell'interesse per la cultura e per gli studi letterari.
Nel 1784 si divide dal marito: la motivazione, addotta dalla stessa Giustina, è "molesta coabitazione". Un riavvicinamento si avrà nel 1828, a seguito della morte della figlia Elena.
Intrattenne per molti anni un celebre salotto letterario in corte Contarina a S. Moisè frequentato, tra l'altro, da Ugo Foscolo, Antonio Canova, Ippolito Pindemonte, Madame de Staël, Melchiorre Cesarotti, Vincenzo Monti, Lord Byron, Cesare Cantù.
Morì nel 1832 a Venezia, nel proprio palazzo presso le Procuratie Vecchie, accanto alle Mercerie.
Un'iscrizione posta nella Basilica di San Marco, ove ebbero luogo i funerali, così la ricordava:

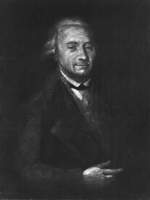
Melchiorre Cesarotti, poeta e scrittore

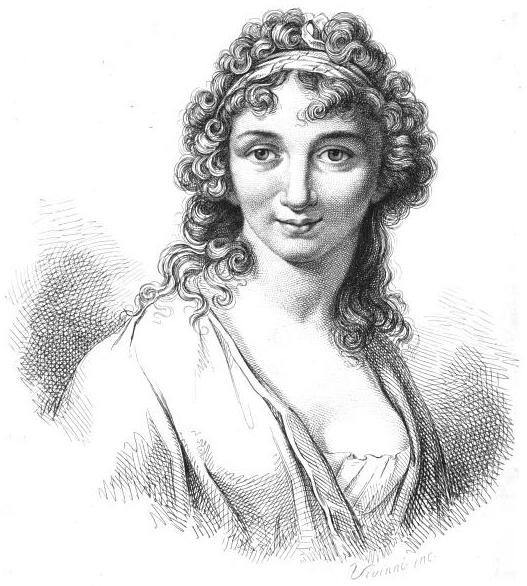
Isabella Teotochi Albrizzi, animatrice di un salotto letterario

Fu sepolta nel secondo cortile del Cimitero di San Michele (Chiostro grande, fine emiciclo) ove una lapide ancora la ricorda:
La sua amica e rivale Isabella Teotochi Albrizzi la commemorò scrivendone un Ritratto nel 1833.
Avo Zio Padrino ebbe Dogi 

Ingenua d'animo e di fido intelletto

Principale testimonio dei suoi studi

Le Feste Veneziane

Insegnano quali esser debbano

Per ogni popolo

E fossero di Veneziani nel miglior tempo

Onorate cagioni di pubblica allegrezza

Lasciò le terra nel MDCCXXXII
Famosa e onorata.»

## Opere

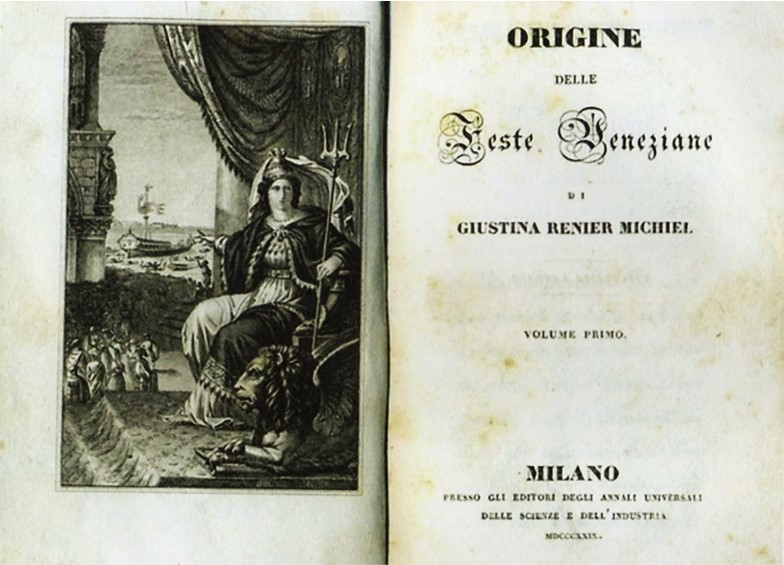
Renier Michiel, Origine delle feste Veneziane, Milano, 1829

### Origine delle feste veneziane
A partire dal 1817 vengono pubblicati in italiano e francese i primi fascicoli dell'Origine delle feste veneziane. Per circa vent'anni Giustina dedica il proprio tempo a sfogliare libri e documenti, a consultare esperti, a correggere e pubblicare la propria opera.
Una raccolta delle feste veneziane, curata da Alessandro Venier, è stata pubblicata nel 2007 da M&C di Martellago per conto di Fiippi Editore di Venezia. Contiene anche  il "Ritratto di Giustina Renier Michel" fatto da Isabella Teotochi Albrizzi e una "Biografia" scritta da Giroamo Dandolo.

### Traduzione di Shakespeare
Fu inoltre la prima a tradurre in italiano, pare con l'aiuto di Melchiorre Cesarotti, alcune opere di Shakespeare. Le traduzioni di tre tragedie (Otello, Macbeth e Coriolano) furono edite dapprima a Venezia nel 1798, quindi a Firenze nel 1801.